# Villanueva, Chiapas
Villanueva är en ort i Mexiko.   Den ligger i kommunen Mapastepec och delstaten Chiapas, i den sydöstra delen av landet, 800 km sydost om huvudstaden Mexico City. Villanueva ligger 249 meter över havet och antalet invånare är 113.
Terrängen runt Villanueva är varierad. Runt Villanueva är det ganska tätbefolkat, med 62 invånare per kvadratkilometer. Närmaste större samhälle är Mapastepec, 11,6 km väster om Villanueva. Omgivningarna runt Villanueva är en mosaik av jordbruksmark och naturlig växtlighet.